# Gastrotheca zeugocystis
Gastrotheca zeugocystis es una especie de anfibios de la familia Amphignathodontidae. Es endémica del Perú.
Su hábitat natural se centra en montanos tropicales o subtropicales secos. Está amenazada de extinción por la pérdida de su hábitat natural.